# Яхно Іван
Іва́н Яхно́  (7 квітня 1840, Дрогобич — 22 січня 1906)  — український галицький педагог, природознавець, автор праць про фауну та флору Галичини.

## Життєпис
Був співзасновником станиславівської філії товариства «Просвіта».
Викладав у вчительській семінарії в Станиславові.
Один з творців української природничої термінології; співробітник «Правди» (1868). Автор розвідок з фауни і флори Галичини.
Похований на Станиславівському цвинтарі на вул. Сапіжинській (нині — Івано-Франківський меморіальний сквер). На мармуровій плиті гробівця написано: «Др. Іван Яхно совітник шкільний і ц.к. (цісарсько-королівський) професор — 22.1.1906 р. на 66 р. життя».